# Kathrin Lemke

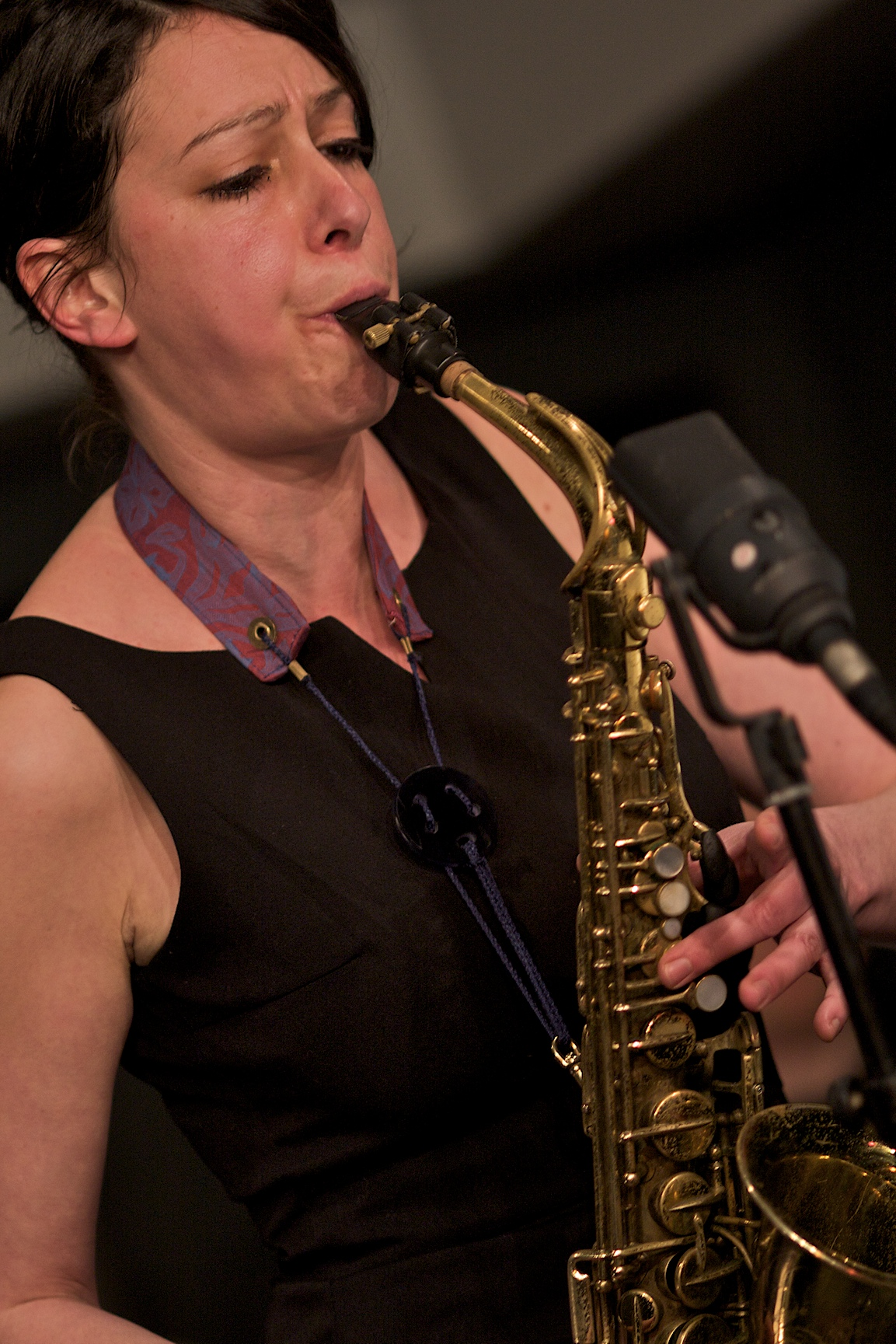
Kathrin Lemke mit JazzXclamation (2010)

Kathrin Lemke (* 27. September 1971 in Heidelberg; † 22. Januar 2016 in Berlin) war eine deutsche Jazzmusikerin und Musikpädagogin. Sie spielte Altsaxophon, Bassklarinette und Querflöte.

## Leben

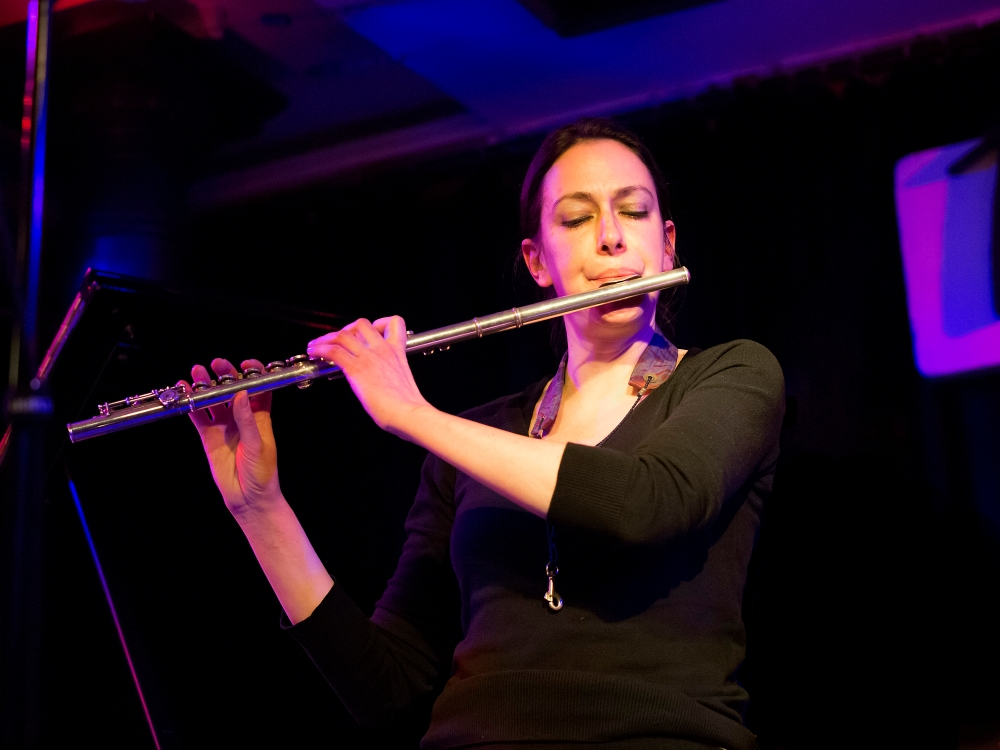
Kathrin Lemke (Unterfahrt 2012)

Lemke wollte als Kind Akkordeonistin werden, da sie von der Musik der Roma, die sie im Urlaub hörte, sehr fasziniert war, erhielt aber zunächst Klavierunterricht. Über die Konzerte der US Army Big Band kam sie zum Jazz. Mit 13 Jahren wechselte sie zum Altsaxophon. Nachdem sie bereits in der Schulzeit einige Konzertreisen nach England, Ungarn und Israel unternommen hatte, studierte sie zunächst ab 1990 Germanistik, Politikwissenschaft und Musikwissenschaft. Von 1993 bis 1999 absolvierte sie ein Studium an der Frankfurter Musikwerkstatt, das sie 1999 mit dem Diplom zur Berufsmusikerin und Instrumentalpädagogin abschloss. 1998 gründete Lemke ihre eigene Formation namens JazzXclamation, die bis Frühjahr 2011 vier CDs veröffentlichte. Seit 2009 führte sie außerdem die Sun-Ra-Tribute-Band Heliocentric Counterblast, mit der die Musikerin zwei CDs für Enja/Yellowbird einspielte. Mit ihrem Projekt „My Personal Heimat“ wendete sie sich thematisch Melodien zwischen deutschem Liedgut und Schlagern zu, wie sie wohl jeder in Deutschland Aufgewachsene kennt. Kathrin Lemke erlag mit 44 Jahren den Folgen eines Krebsleidens.

## Kathrin-Preis
Aus dem Nachlass von Kathrin Lemke stiftete ihre Mutter, die Heidelberger Journalistin Irene Lemke‐Stein, einen Preis zur Förderung junger Jazzmusiker. Die Auszeichnung wird alle zwei Jahre von ihr, dem Jazzinstitut Darmstadt sowie der Zeitschrift Jazzthetik und dem Internetportal jazzpages.de vergeben. Die bisherigen Preisträger sind:
- 2019: Joss Turnbull
- 2021: Luise Volkmann
- 2023: Robert Lucaciu
- 2025: Steffi Narr

## Diskographie
- 2001: Psycho Potatoes[3]

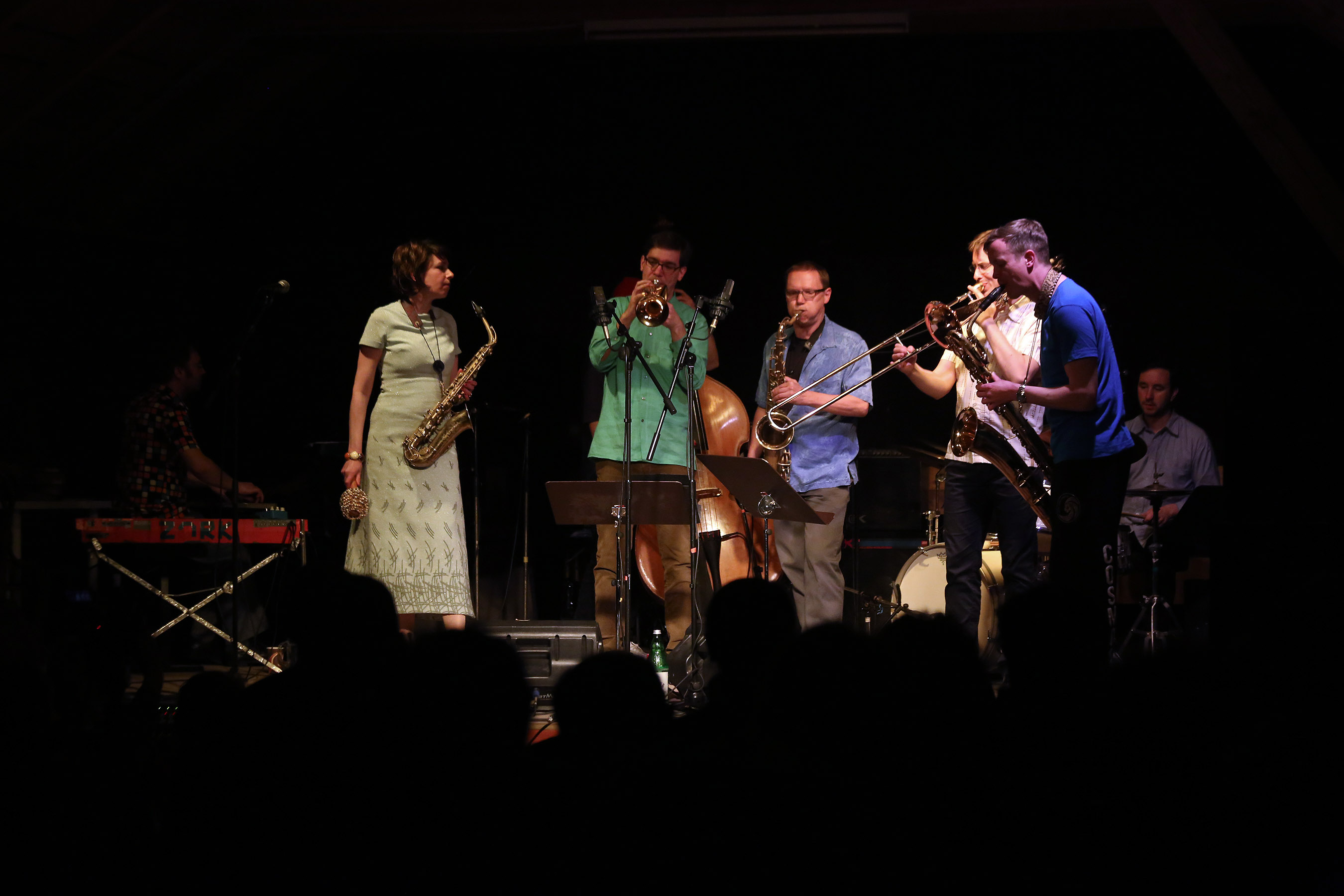
Lemke mit Heliocentric Counterblast (2013)

- 2004: Aphrodite Goes Shopping (Konnex)
- 2008: Odds and Ends (Jazzwerkstatt)
- 2011: You Own the City (Konnex, mit Matthias Schubert, Zoran Terzic, Berit Jung, Peter Horisberger)
- 2012: Heliocentric Counterblast A Tribute to Sun Ra (Enja/Yellowbird)[4]
- 2015: Heliocentric Counterblast Planetary Tunes (Enja/Yellowbird)
- 2016: Kathrin Lemke Quartett My Personal Heimat (fixcel records, mit Niko Meinhold, Adam Pultz Melbye, Michael Griener)